# Julita Piasecka
Julita Piasecka (Łódź, 25 de setembro de 2002) é uma voleibolista profissional polonesa, jogadora da posição ponteira. 

## Clubes
| Anos      | Clube                            |
| --------- | -------------------------------- |
| 2016–2020 | UKS Czwórka Aleksandrów Łódzki   |
| 2017–2019 | MUKS Dargfil Tomaszów Mazowiecki |
| 2017–2021 | SMS PZPS Szczyrk                 |
| 2021–     | ŁKS Commercecon Łódź             |

## Títulos
Clubes
Campeonato Polônia:
- 2022[2]